# Canis lupaster
De Afrikaanse goudwolf (Canis lupaster) is een zoogdier uit de familie van de hondachtigen (Canidae). De wetenschappelijke naam van de soort werd voor het eerst geldig gepubliceerd door Hemprich & Ehrenberg in 1833. De soort werd in 2017 afgesplitst van de goudjakhals (Canis aureus). De soort is groter dan een jakhals maar iets kleiner dan de wolf (Canis lupus). 

## Voorkomen
De soort komt voor in Noord-Afrika en Oost-Afrika.